# Alexander Jerofejew
Alexander Jerofejew (russisch Александр Ерофеев; * 22. Mai 1985) ist ein russischer Straßenradrennfahrer.
Alexander Jerofejew schaffte es bei dem Etappenrennen Way to Pekin mehrfach unter die drei Tagesbesten und konnte so die Gesamtwertung für sich entscheiden. Im nächsten Jahr wurde er dort einmal Etappenzweiter und belegte in der Gesamtwertung den dritten Platz hinter dem Sieger Alexei Kunschin. Im Jahr 2010 stand Jerofejew beim Continental Team Kuban unter Vertrag.

## Erfolge
2006
- Gesamtwertung Way to Pekin

## Teams
- 2010 Kuban